# Фелинув
Фелинув (пол. Felinów) — село в Польше, в гмине Осьякув Велюньского повета Лодзинского воеводства.
В 1975—1998 годах село принадлежало к Серадзского воеводства.

## Климат
Климат умеренный, мягкая зима и тёплое лето. Средняя температура в январе от −1 °C до −5 °C, в июле от +17 °C до +19 °C. Осадков 500—800 мм.

## Население
Демографическая структура по состоянию на 31 марта 2011 года:
|         | Всего | До трудоспособного возраста | Трудоспособного возраста | Старше трудоспособного возраста |
| ------- | ----- | --------------------------- | ------------------------ | ------------------------------- |
| Мужчины | 57    | 19                          | 33                       | 5                               |
| Женщины | 53    | 13                          | 29                       | 11                              |
| Всего   | 110   | 32                          | 62                       | 16                              |